# Габријел Лауб
Габријел Лауб (24. октобар 1928, Бохња — 3. фебруар 1998, Хамбург) је био чешко-пољски есејиста и афористичар јеврејског порекла.

## Живот
Рођен је у Пољској а одрастао у Кракову. После немачке инвазије на Пољску (1939) са родитељима одлази у СССР, због јеврејског порекла. Био је држављанин Чехословачке од 1948. године, где је студирао новинарство и радио као уредник. После окупације Чехословачке емигрирао у Немачку августа 1968 .

## Рад
- Највеће суђење у историји ( 1972 )

## Линкови